# Atlantische talen

Spreekgebied

De Atlantische talen (oorspronkelijk "West-Atlantische talen" genoemd door Joseph Greenberg) zijn een groep Afrikaanse talen binnen de Niger-Congotalen. Hoewel ze lange tijd werden beschouwd als een primaire tak van Niger-Congo, is het volgens recentere bevindingen meer een voornamelijk geografische en taaltypologische groepering van verschillende primaire takken van Niger-Congo.
De ongeveer 50 Atlantische talen worden gesproken vanuit de monding van de rivier de Sénégal langs de Afrikaanse Atlantische kust tot Liberia, vooral in de huidige staten Senegal, Gambia, Guinee, Guinee-Bissau, Sierra Leone, Mali, Niger, Nigeria, Ghana en Burkina Faso van ongeveer 27 miljoen mensen gesproken.
Verreweg de belangrijkste Atlantische taal is de Fulfulde (ook wel Ful, Fula, Fulani, Pulaar of Peul genoemd), waarvan de dialecten worden gesproken door 18 miljoen moedertaalsprekers en door minstens nog eens vier miljoen secundaire sprekers (zie de uitsplitsing van de Ful-dialecten hieronder). De Fulani zijn een oud West-Afrikaans pastoraal volk dat zich vestigde of nomadiseerde in een groot gebied in sub-Sahara West-Afrika, tegenwoordig ligt de focus op Niger, Burkina Faso, Nigeria, Kameroen, Benin, Togo, Mali, Guinee, Senegal, Mauritanië en Gambia. Andere belangrijke Noord-Atlantische talen zijn Wolof, nauw verwant aan Fulfulde (8 miljoen met tweede sprekers, de hoofdtaal van Senegal), Serer-Sine met 1,2 miljoen sprekers en de Zuid-Atlantische Temne (1,5 miljoen sprekers, Sierra Leone).

## Classificatie
De Atlantische talen zijn verdeeld in drie hoofdtakken: Noord-Atlantische talen met 24,5 miljoen sprekers, de grootste tak, Zuid-Atlantische talen (2,5 miljoen sprekers) en de geïsoleerde taal Bijago of Bissagao, die wordt gesproken in de Bissagos-archipel bij Guinee-Bissau en niet kan worden toegewezen naar een van de twee grote takken. De Atlantische talen splitsten zich af van de hoofdlijn van de Niger-Congo rond dezelfde tijd als de Mandetalen. 
- Noord-Atlantische talen (33 talen met 25 miljoen moedertaalsprekers, bijna 35 miljoen met tweede sprekers)
  - Sene-Gambia
    -  Ful (18 miljoen, met tweede sprekers 22 miljoen) ( Dialectale structuur zie Fulfulfe )
    -  Wolof (3,7 miljoen, 8 miljoen met tweede sprekers)
    -  Serer-Sine (1,2 miljoen)

  - Cangin
    -  Saafi-Saafi (100 duizend),  Middag (25 duizend),  Lehar (10 duizend); Ndut (25 duizend), Palor (10 duizend)

  - Bak
    -  Balanta: Balanta-Kentohe (350 duizend), Balanta-Ganja (100 duizend)
    - Diola
      - Centraal:  Diola (Jola) (350 duizend), Gusilay (10 duizend), Bandial (15 duizend); Ejamat (20 duizend), Kerak (10 duizend)
      - Karon-Mlomp: Karon (10 duizend), Mlomp (5 duizend)
      -  Kwaatay (5 duizend)
      - Bayot (15 duizend)

    - Manjaku-Papel:  Mandjak (210 duizend),  Papel (120 duizend), Mankanja (60 duizend)

  - Oost-Senegal-Guinea
    - Tenda-Biafada: Tenda (15 duizend),  Wamei (20 duizend),  Budik;  Biafada (40 duizend),  Badjara (10 duizend)
    - Nun-Banjun: Kasanga (600), Kobiana (600);  Banyun ( Bainouk) (15 duizend)

  - Nalu-Mbulungi: Nalu (20 duizend),  Mbulungi (5 duizend), Baga Mboteni
- Zuid-Atlantische talen (16 talen met 3 miljoen sprekers)
  - Mel
    - Temne-Baga
      - Temnic language (1,5 miljoen),
      - Baga:  Koga, Binari, Manduri, Sitemu, Sobane †, Kalum † (alle  Baga samen 32 duizend)
      - Landoma (15 duizend)

    -  Gola (110 duizend)
    - Bullom-Kissi:  Kissi (Kisi, Gisi) (550 duizend);  Sherbro (Bullom) (135 duizend), Bom (300), Bullom So (bijna †),  Crimea ( 500)

  -  Sua (Mansoanka) (15 duizend)
  -  Limba (350 duizend)
- Bijago: Bijago (Bissago, Bidyogo) (33 duizend)

## Taalkundige kenmerken
De Atlantische talen hadden oorspronkelijk een volledig ontwikkeld systeem van nominale klassen, dat werd gekenmerkt door voorvoegsels en augmenten (voorvoegsels) en via concordantie op de hele zin reageerde. De klasse-voorvoegsels werden later vaak geschuurd en vervangen door achtervoegsels of aanvullingen. De verandering van de beginmedeklinker heeft grammaticale betekenis, vaak markeert het de meervoudsvorming. De gebruikelijke zinvolgorde is SVO (subject-werkwoord-object), meestal worden voorzetsels (geen postposities) gebruikt. In de naamwoordgroep staat het specifieke zelfstandig naamwoord vooraan, d.w.z. zelfstandig naamwoord + genitief, zelfstandig naamwoord + cijfers, zelfstandig naamwoord + demonstratief. De exacte vorm is afhankelijk van de taal.

### Nominale klassen
De nominale klassensystemen van de Atlantische talen zijn vaak erg complex en heel verschillend in hun structuur. De Ful heeft 20 tot 25 nominale klassen met de bijbehorende concordantietekens, de Serer onderscheidt 16 nominale klassen door middel van voor- en achtervoegsels, de Wolof heeft een concordantiesysteem, maar geen klassetekens op het zelfstandig naamwoord. Van de Cangin-talen (Saafi, Noon, Lehar; Ndut, Falor) hebben de eerste drie een zeer gereduceerd klassensysteem, gekenmerkt door achtervoegsels, Ndut en Falor hebben geen enkele concordantie meer. De Bak-talen hebben maximaal 19 nominale klassen, medeklinkerwisselingen komen alleen voor in Mandjak en Papel. Deze kleine lijst (naar De Wolf 1981) toont de grote verscheidenheid aan grammaticale uitdrukkingen van Atlantische talen, wat sommige onderzoekers ertoe heeft gebracht de Zuid-Atlantische groep te beschouwen als een onafhankelijke primaire tak van Niger-Congo. De gelijkenis van sommige Atlantische klasse-voorvoegsels met die van Bantu spreekt in het voordeel van de inbedding van de Atlantische Oceaan in Niger-Congo:
- mo-, wo-  enkelvoud van levende wezens, zie Bantu  mu-
- be  meervoud van levende wezens, zie Bantu  ba-
- ma-  collectieven, zie Bantu  ma-

### Eerste veranderingen en meervoudsvorming
Een paar voorbeelden uit de Fulfulde volgen voor de  initiële verandering  en zijn functie (zie meer in het artikel Fulfulde). De zelfstandige naamwoorden van Fulfulde zijn aanvankelijk onderverdeeld in de klassen `` menselijk  (persoonsklasse) en `` niet-menselijk  (materiële klasse). Het meervoud wordt gevormd in de zelfstandige naamwoorden van de persoonsklasse door de volgende initiële wijziging:
- b > w / g, ch > s, d > r, g > w / y, j > y, k > h, p > f.

In de meervoudsformatie voor zelfstandige naamwoorden van de feitelijke klasse vindt precies de tegenovergestelde verandering plaats:
- w> b / g, h> k, s> ch, f> p, y> j / g, r> d.

Nasale beginmedeklinkers (/ mb /, / nd /, / ng /) veranderen niet, zelfstandige naamwoorden van de persoonsklasse met het enkelvoud eindigend op / -o / vormen het meervoud naast de initiële verandering met het achtervoegsel / -mpe / of / -en /. Hier zijn een paar voorbeelden:
- gorko  "mannelijke persoon"> meervoud  worbe
- wordu  "hond"> meervoud  gordi
- debbo  "vrouw"> meervoud  reube
- reuro  "bitch"> meervoud  debbi
- konowo  "warrior"> meervoud  honombe  (zowel initiële wijzigingen als einde / -mbe /)

Deze voorbeelden laten zien dat er naast de aanvankelijke klankverandering, er gewoonlijk andere klankveranderingen zijn, zodat de vorming van de meervoudsvorm uiteindelijk alleen lexicaal kan worden begrepen.